# Église San Salvatore ai Monti
Pour les articles homonymes, voir Église Saint-Sauveur et San Salvatore.
L'église San Salvatore ai Monti (en français : église Saint-Sauveur-à-Monti) est une église romaine située dans le rione de Monti à Rome, sur la via Madonna dei Monti.

## Historique
L'église est mentionnée dans une bulle du pape Nicolas IV datant de 1289 sous le nom de San Salvatore a Suburra ou a torre secura en référence au petit quartier romain de Suburra où elle se trouve et à la tour des Conti voisine. L'église fut par la suite détruite durant le sac de Rome de 1527 et reconstruite sous le pontificat d'Urbain VIII entre 1630 et 1635 puis restaurée en 1762.
Depuis 2013, l'église a été attribuée par le Vatican à la communauté géorgienne de Rome[réf. nécessaire]. Elle a été renommée paroisse Sant'Andrea Apostolo (Saint-André-Apôtre) du diocèse de l'Europe occidentale du patriarcat orthodoxe autocéphale géorgien.

### Liste des archimandrites
- 2020- : Ioane Khelaia